# Georg Friedrich von Reichenbach
Georg Friedrich von Reichenbach (Durlach, 24 de agosto de 1771 — Munique, 21 de maio de 1826) foi um fabricante de instrumentos científicos alemão.